# Automolis rufescens
Automolis rufescens là một loài bướm đêm thuộc phân họ Arctiinae, họ Erebidae.